# South Point (udde i Antarktis)
South Point är en udde i Antarktis. Den ligger i Sydorkneyöarna. Argentina och Storbritannien gör anspråk på området. South Point ligger på ön Moe.
Terrängen inåt land är huvudsakligen platt, men åt nordost är den kuperad. Havet är nära South Point åt sydväst. Trakten är obefolkad. Det finns inga samhällen i närheten. 